# Thyreomelecta dimidiatipuncta
Thyreomelecta dimidiatipuncta är en biart som först beskrevs av Maximilian Spinola 1838.  Thyreomelecta dimidiatipuncta ingår i släktet Thyreomelecta och familjen långtungebin. Inga underarter finns listade i Catalogue of Life.